# Эрула
Эрула (итал. Erula) — коммуна в Италии, располагается в регионе Сардиния, в провинции Сассари.
Население составляет 807 человек (2008 г.), плотность населения составляет 20 чел./км². Занимает площадь 40 км². Почтовый индекс — 7030. Телефонный код — 079.
Покровительницей коммуны почитается Пресвятая Богородица (Cuore Immacolato di Maria), празднование 31 мая.

## Демография
Динамика населения:

## Администрация коммуны
- Официальный сайт: